# フラグミペディウム・ペアセイ

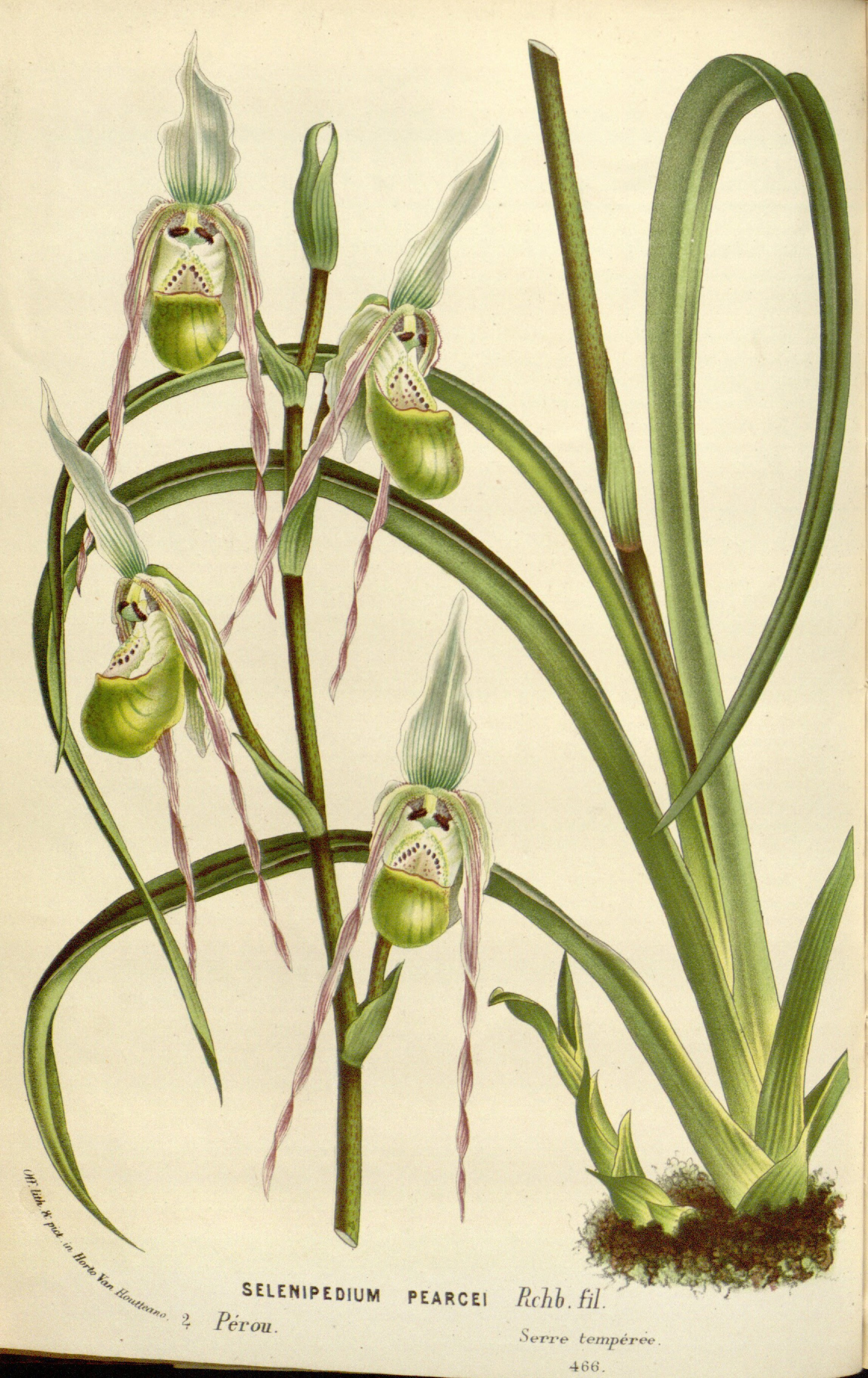
園芸月刊誌『ヨーロッパの植物』の図版

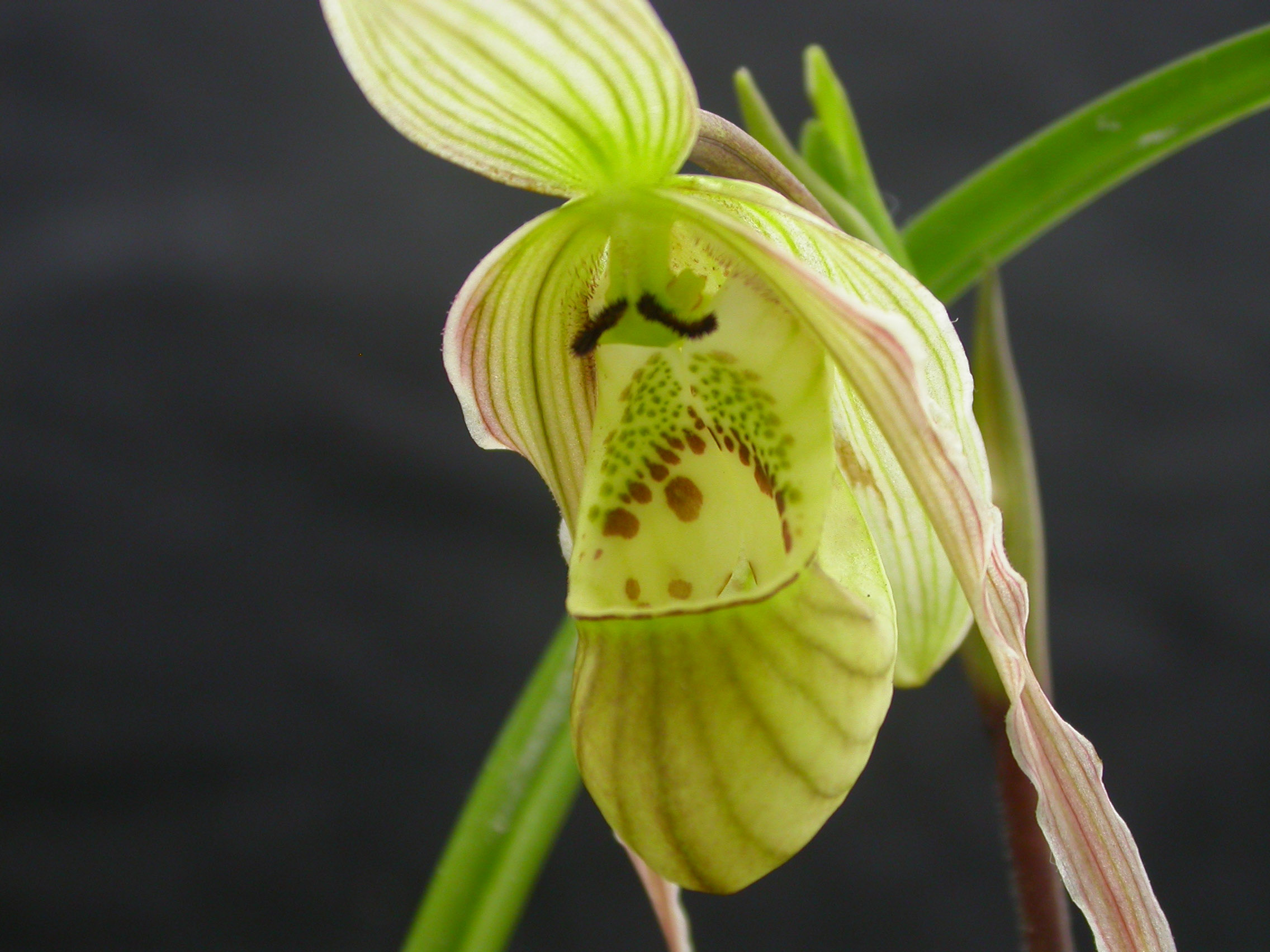
花の拡大

フラグミペディウム・ペアセイ Phragmipedium pearcei は、ラン科植物の一つ。この類では比較的小柄な種で、側花弁が垂れ下がる花を複数着ける。

## 特徴
匍匐茎を持つ多年生草本。葉を根出状につけ、地下に茎を伸ばして集団を作る。
葉は細長くて線形、先端は尖る。斜め上に伸びて先端は緩やかに垂れ下がる。葉は緑色で表には鈍いつやがある。
花茎は葉の中央から伸びる。ほぼ真っ直ぐに立ち上がり、高さは20-30cmほど。細かい毛を持ち、途中には複数の包がある。花は花茎の先端にあり、数花をつけ、下から順に開花する。蕾は始め上を向き、やがて下に曲がり、俯いてから開花する。鼻の基部には尖った包があり、花茎はごく短いが、長い子房がある。
花は幅狭く縦長で、長さ7cm程度。全体に淡く褐色を帯びた緑色。背萼片は狭卵形で先端が尖り、やや前に垂れ、多数の褐色を帯びた縦線がある。側萼片は左右合一して真弁の後ろにあり、幅広い卵形で、やはり縦線がある。側花弁は細長く、ねじれながら垂れ下がる。またその基部の上縁に少々の、下面のずい柱に近い部分に多くの褐色の毛が生える。唇弁は袋状で、その縁は内側に折れ込み、袋部には淡い縦線があり、口周の折れ込み部分には緑と褐色の斑点が並ぶ。ずい柱は下を向き、その縁には密に褐色の毛がある。

## 分布と生育環境
南アメリカ、エクアドルやペルーなどのアンデス山脈域に分布。渓流沿いの岩の上や隙間に生える。

## 利用
洋ランとして栽培されることがある。栽培下では丈夫で繁殖しやすい。また日本では主に夏咲き。